# Gadheim
Gadheim – jednostka administracyjna (Ortsteil) w gminie Veitshöchheim, w Dolnej Frankonii w północnej Bawarii. Znajduje się o 10 km na północ od Würzburga.
Od 31 stycznia Gadheim jest geodezyjnym środkiem Unii Europejskiej. Wcześniejszy środek UE mieścił się o 90 km od obecnego w gminie Westerngrund, również w Bawarii.